# Karl Lackner (Politiker, 1954)

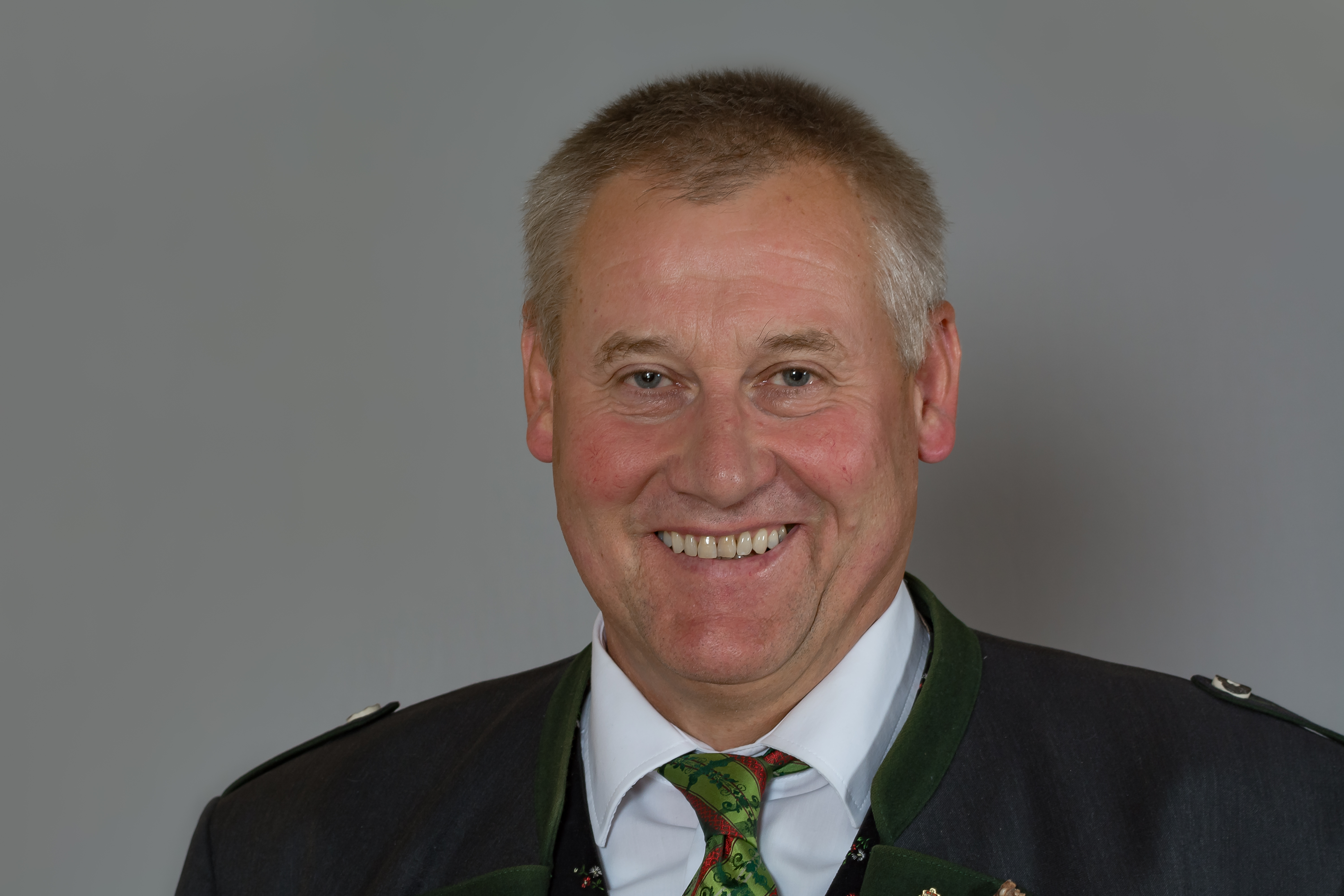
Karl Lackner (2016)

Karl Lackner (* 23. September 1954) ist ein österreichischer Politiker (ÖVP) und Landwirt. Lackner war Bürgermeister von Donnersbach und von Oktober 2005 bis Jänner 2019 Abgeordneter zum Steiermärkischen Landtag.
Sein gleichnamiger Vater war von 1951 bis 1974 ebenfalls Bürgermeister von Donnersbach und von 1957 bis 1981 Abgeordneter zum steirischen Landtag.

## Ausbildung und Beruf
Lackner besuchte nach der Volksschule in Donnersbach die Hauptschule in Irdning und absolvierte danach die Landwirtschaftsschule Grabnerhof. Lackner ist beruflich als Landwirt aktiv (vulgo Ewis). 2021 folgte ihm Andreas Kühberger als Landesjägermeister-Stellvertreter nach.

## Politik
Lackner wurde 1980 in den Gemeinderat von Donnersbach gewählt und übernahm am 22. April 1987 das Amt des Vizebürgermeisters. Er wurde am 30. Mai 1994 zum Bürgermeister gewählt. Zudem hat Lackner das Amt des Bezirksobmanns des Steiermärkischen Gemeindebundes inne, ist Bezirksobmann und Landesobmann-Stellvertreter der Kommunalpolitischen Vereinigung und Aufsichtsrat der Raiffeisenbank Öblarn. Innerparteilich ist Lackner seit 2004 ÖVP-Bezirksparteiobmann von Gröbming und Ortsparteiobmann-Stellvertreter der ÖVP-Donnersbach. Zudem ist er als Geschäftsführer der Wirtschaftsbetriebe der Gemeinde Donnersbach tätig. Lackner vertrat die ÖVP ab dem 25. Oktober 2005 im Landtag Steiermark und war Bereichssprecher für Einsatzorganisationen und Katastrophenschutz.
2017 folgte er Barbara Eibinger-Miedl als Klubobmann der Steirischen Volkspartei im Landtag Steiermark nach. Ende 2018 übergab er den Klubvorsitz an Barbara Riener, mit 15. Jänner 2019 übernahm sein Landtagsmandat Armin Forstner.

## Privates
Lackner wohnt in Erlsberg (Gemeinde Donnersbach) und ist verheiratet. Er ist Vater von vier Kindern. 